# Jelena Trifunović
Jelena Trifunović (în sârbă Јелена Трифуновић; n. 4 august 1991) este o handbalistă din Serbia care joacă pe postul de intermediar stânga pentru clubul românesc Gloria 2018 Bistrița-Năsăud și pentru echipa națională a Serbiei. La Campionatul European de Handbal pe Plajă din 2007, Trifunović a fost a treia cea mai bună marcatoare, după Milena Knežević și Nora Mørk.
În iunie 2015, ea s-a transferat la echipa Zağnos SK din Trabzon iar din iunie 2016 până în noiembrie 2019 a jucat la SCM Craiova. Din noiembrie 2019 până în vara anului 2021 ea a evoluat pentru SCM Râmnicu Vâlcea.
În 2018 lui Trifunović i-a fost conferit titlul de cetățean de onoare al municipiului Craiova, în urma cuceririi Cupei EHF ediția 2018.

## Palmares
- Liga Campionilor:
  - Sfertfinalistă: 2020
  - Optimi de finală: 2021
  - Grupe principale: 2013
  - Grupe: 2014, 2015
  - Calificări: 2010, 2019, 2012

- Cupa Cupelor:
  - Optimi de finală: 2012, 2014, 2015

- Cupa EHF:
  -  Câștigătoare: 2018
  - Grupe: 2019
  - Turul 3: 2010
  - Turul 2: 2020

- Cupa Challenge:
  - Sfertfinalistă: 2009
  - Optimi de finală: 2011

- Campionatul Serbiei:
  -  Câștigătoare: 2009

- Campionatul Muntenegrului:
  -  Câștigătoare: 2013

- Cupa Muntenegrului:
  -  Câștigătoare: 2013

- Campionatul Croației:
  -  Câștigătoare: 2015
  -  Medalie de argint: 2014

- Cupa Croației:
  -  Câștigătoare: 2015
  - Semifinalistă: 2014

- Liga Regională:
  -  Câștigătoare: 2013

- Liga Națională:
  -  Medalie de bronz: 2021

- Cupa României:
  -  Câștigătoare: 2020
  -  Finalistă: 2017

- Supercupa României:
  -  Câștigătoare: 2020